# Bol'šaja Rečka (affluente dell'Ob')
La Bol'šaja Rečka (in russo Большая Речка?) è un fiume della Russia siberiana meridionale, affluente di destra dell'Ob'. Scorre nei rajon  Celinnyj, Troickij e Topčichinskij del Territorio dell'Altaj.

## Descrizione
Il fiume ha origine nell'altopiano della Bija e del Čumyš (Бийско-Чумышская возвышенность), 10 km a sud-est del villaggio di Gornovoe. All'inizio scorre verso nord, dopo il villaggio di Chomutino prende una direzione sud-ovest, che mantiene per quasi tutto il suo corso. Il fiume si snoda in una steppa, a volte paludosa, intervallata da aree forestali. Dopo il villaggio di Zagainovo si addentra profondamente nella foresta. Sfocia nell'Ob' all'altezza del villaggio di Volodarka (che si trova sul lato opposto del fiume). 
La Bol'šaja Rečka ha una lunghezza di 285 km e il suo bacino è di 4 000 km². La sua portata media, a 122 km dalla foce, all'altezza del villaggio di Troickoe, è di 4,48 m³/s. Il maggior affluente (da sinistra) è la Kamišinka (Камышинка), che riceve 5 km prima di sfociare nell'Ob'. Il fiume si congela (superficialmente) da metà novembre ai primi di aprile. Lo spessore del ghiaccio d'inverno è di 50–70 cm.
l bacino della parte superiore e centrale del fiume è densamente popolato e ci sono molti insediamenti rurali sul fiume. Il villaggio più importante lungo il corso della Bol'šaja Rečka è Troickoe (centro amministrativo dell'omonimo rajon). La ferrovia Barnaul - Bijsk (stazione "Bol'šaja Rečka") e l'autostrada federale R256, detta "Čujskij trakt", importante via di comunicazione che collega Novosibirsk alla frontiera mongola, attraversano il fiume a Troickoe.